# 江河水
《江河水》，東北民間樂曲，最初版本為笙管演奏，后改編成双管独奏曲。該樂曲二胡版本的流傳度較大。

## 樂曲歷史
《江河水》來自于「遼寧鼓樂」，系聲樂曲牌名，原名《江兒水》，在崑曲、京劇中常用在慶功飲宴或發兵征戰時歌唱。
- 王石路、朱廣慶、朱長慶和谷新善將其改編為雙管獨奏曲，1962年在廣州首屆羊城花會上首演。
- 黃海懷又將其移植為二胡曲，于1963年5月“第四屆上海之春全國首屆二胡獨奏比賽”中演奏，是二胡演奏者的必修曲目之一。
- 1964年被選作為音樂舞蹈史詩《東方紅》中第一場《東方的曙光》的配樂。

## 二胡曲
二胡曲由黃海懷改編，作品採用了單三部曲式結構，由引子和3個段落組成。
1. 引子是由主題旋律中提煉出來的一些特徵性音構成的散板部份，節奏較為自由，強弱對比非常強烈，富有戲劇性，後以無聲的抽泣結束全曲。
2. 第1段：富有東北民間特點的慢板樂段，情緒悲痛，有強烈的戲劇性。
3. 第2段：轉入較平靜的情緒，運弓較輕，力度較弱，並較少用揉弦技法。
4. 第3段：非常激憤，到了歇斯底裡的程度，速度也稍快，語氣更為急促，一氣呵成。
5. 52小節后該曲的情緒趨於平靜，結尾漸慢、減弱，以悠遠的餘音結束全曲。

1977年小澤征爾帶領波士頓交響樂團訪華，曾被閔惠芬演奏的《江河水》感動得流淚：“拉出了人間悲切”、“连休止符也充满了音乐”。

## 資料來源
1. ↑  http://book.dajianet.com/print/1088442/198841/%5B%5D 中國音樂名作快讀 第28章《江河水》
2. ↑  http://www.hkco.org/ActivityDetail.aspx?ainfo=178&lang=C （页面存档备份，存于） 香港中樂團 第二講   9月21日  二胡（管）名曲《江河水》—同聲一哭抒困憂
3. ↑  楼乘震著. . 上海：上海书店. 2018.03: 226. ISBN 978-7-5458-1590-0.
4. ↑  陈辉著. . 杭州：浙江工商大学出版社. 2016.01: 42. ISBN 978-7-5178-1381-1.